# Bâtiment d'Ougney-Douvot
Le bâtiment d'Ougney-Douvot est une ancienne grange dîmière, parfois considérée à tort comme un prieuré, situé sur la commune d'Ougney-Douvot dans le Doubs, en France.

## Localisation
Le bâtiment est situé dans la rue de la fontaine, au lieu-dit d'Ougney-le-bas sur la commune de d'Ougney-Douvot.

## Histoire
Considéré à tort comme un prieuré, le bâtiment date du XVIe siècle et est une grange aux dîmes de l'abbaye de la Grâce-Dieu. La grange servit successivement d'habitation et de bâtiment agricole.
La totalité du bâtiment est inscrite au titre des monuments historiques le 4 août 2011.

## Architecture
Le bâtiment de plan rectangulaire, présente une façade en pierre de taille et s'élève sur deux étages : cellier au rez-de-chaussée, salles à l'étage et sous comble.